# Oberrheinische Bank
Die Oberrheinische Bank war ein Kreditinstitut mit Sitz in Mannheim und Filialen in Mülhausen, Straßburg, Heidelberg, Karlsruhe, Freiburg und Basel.

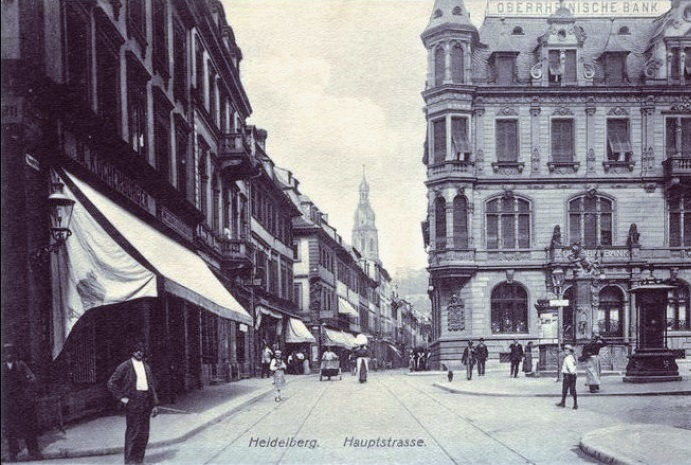
Filiale der Oberrheinischen Bank in Heidelberg, Hauptstraße 126 (1901).

## Geschichte
Die Bank wurde 1856 als Köster & Co. gegründet. 1883 erfolgte die Umwandlung in eine Aktiengesellschaft unter der Firma Köster's Bank AG. 1896 wurde die Firma in Oberrheinische Bank AG geändert.
Die Oberrheinische Bank war insbesondere in der kurzfristigen Unternehmensfinanzierung tätig. Im Wechselinkassogeschäft gehörte sie zu den führenden Kreditinstituten in Deutschland.
1898 verband sich die Bank über eine Interessengemeinschaft mit der Deutschen Bank. 1904 geriet die Oberrheinische Bank durch den Konkurs der Mannheimer Aktiengesellschaft für chemische Industrie in Schieflage und musste durch die Rheinische Creditbank übernommen werden. Die Rheinische Creditbank ging ihrerseits 1929 in der Deutschen Bank auf.
Nach dem Zweiten Weltkrieg firmierte eines der zehn regionalen Nachfolgeinstitute der zerschlagenen Deutschen Bank von 1948 bis 1952 ebenfalls unter dem Namen Oberrheinische Bank.